# Børøyna
Børøyna est une île dans le landskap Sunnhordland du comté de Vestland. Elle appartient administrativement à Lindås.

## Géographie
Rocheuse et couverte d'arbres, elle s'étend sur environ 1,538 km de longueur pour une largeur approximative de 543 m. Elle est traversée de tout son long par la route Fv404 et est reliée par un pont à Lygra et par un tunnel à Nothusholmame. Elle compte une petite dizaine d'habitations. 